# Sankt Johann am Pressen
St. Johann am Pressen ist eine Ortschaft in der Gemeinde Hüttenberg im Bezirk Sankt Veit an der Glan in Kärnten. Die Ortschaft hat 113 Einwohner (Stand 1. Jänner 2024).

## Lage
Die zur Ortschaft gehörenden Siedlungen liegen abgeschieden und weit verstreut im Mosinztal und auf den umliegenden Höhenzügen in der Katastralgemeinde St. Johann am Pressen. Die Mosinzer Landesstraße (L 89) führt vom Gemeindehauptort Hüttenberg entlang des Mosinzbachs über Heft, Schottenau und Mosinz bis Plaggowitz. Teils auf unbefestigten Straßen sind die übrigen zur Ortschaft gehörenden Siedlungen erreichbar, Großkoll von Knappenberg her.

## Geschichte
Auf eine frühe Besiedlung weisen mehrere römische Inschriftsteine hin, die teils in die Kirchenmauer eingemauert wurden und zeigen, dass es hier schon in der Spätantike Bergbau gab.
Die romanische Kirche St. Johann wurde im Jahre 1130 durch den Salzburger Ministerialen und Kleriker Rudbert erbaut.
Jahrhundertelang spielte die Eisengewinnung eine große Rolle. Insbesondere die Gewerkenfamilie Rauscher war von Bedeutung: alleine auf dem Gebiet der heutigen Ortschaft St. Johann am Pressen gehörten dieser Familie mitunter gleichzeitig das Stettnergut, Hohenpressen, der Großkollerhof und der Plaggowitzerhof sowie einige eisenerzeugende und -verarbeitende Betriebe am Mosinzbach.
In der Steuergemeinde St. Johann am Pressen liegend, gehörte der Ort St. Johann am Pressen in der ersten Hälfte des 19. Jahrhunderts zum Steuerbezirk Althofen (Herrschaft und Landgericht). Bei Gründung der Ortsgemeinden im Zuge der Reformen nach der Revolution 1848/49 wurde die Gemeinde St. Johann am Pressen gegründet. Der Niedergang des Bergbaus im Raum Hüttenberg führte zu einem dramatischen Bevölkerungsrückgang auch für den Ort St. Johann am Pressen: Von mehr als 800 Einwohnern im Jahr 1869 sank die Bevölkerungszahl auf nur mehr knapp über 100 Einwohner im 21. Jahrhundert. Bei der Gemeindestrukturreform 1973 wurde die Gemeinde St. Johann am Pressen aufgelöst; der Ort St. Johann am Pressen gehört seither zur Marktgemeinde Hüttenberg.

## Bevölkerungsentwicklung
Für die Ortschaft ermittelte man folgende Einwohnerzahlen:
Für die Ortschaft ermittelte man folgende Einwohnerzahlen:
- 1869: 89 Häuser, 821 Einwohner[2]
- 1880: 68 Häuser, 786 Einwohner[3]
- 1890: 66 Häuser, 706 Einwohner[4]
- 1900: 91 Häuser, 701 Einwohner[5]
- 1910: 88 Häuser, 557 Einwohner[6]
- 1923: 84 Häuser, 503 Einwohner[7]
- 1934: 482 Einwohner[8]
- 1961: 68 Häuser, 374 Einwohner[9]
- 2001: 77 Gebäude (davon 42 mit Hauptwohnsitz) mit 82 Wohnungen; 130 Einwohner und 9 Nebenwohnsitzfälle; 61 Haushalte; 1 Arbeitsstätte, 27 land- und forstwirtschaftliche Betriebe[10]
- 2011: 59 Gebäude, 107 Einwohner, 51 Haushalte, 2 Arbeitsstätten[11]
- 2021: 64 Gebäude, 110 Einwohner, 50 Haushalte, 17 Arbeitsstätten[12]

## Ortschaftsbestandteile
Im Gegensatz zu vielen anderen Kärntner Gemeinden wurde in der ehemaligen Gemeinde St. Johann am Pressen nur jeweils eine Ortschaft pro Katastralgemeinde geführt, was für diese Katastralgemeinden auch nach der Zusammenlegung mit der Gemeinde Hüttenberg bis heute so beibehalten wird. Daher besteht die Ortschaft St. Johann am Pressen aus ungewöhnlich vielen Ortschaftsbestandteilen:

### St. Johann am Pressen

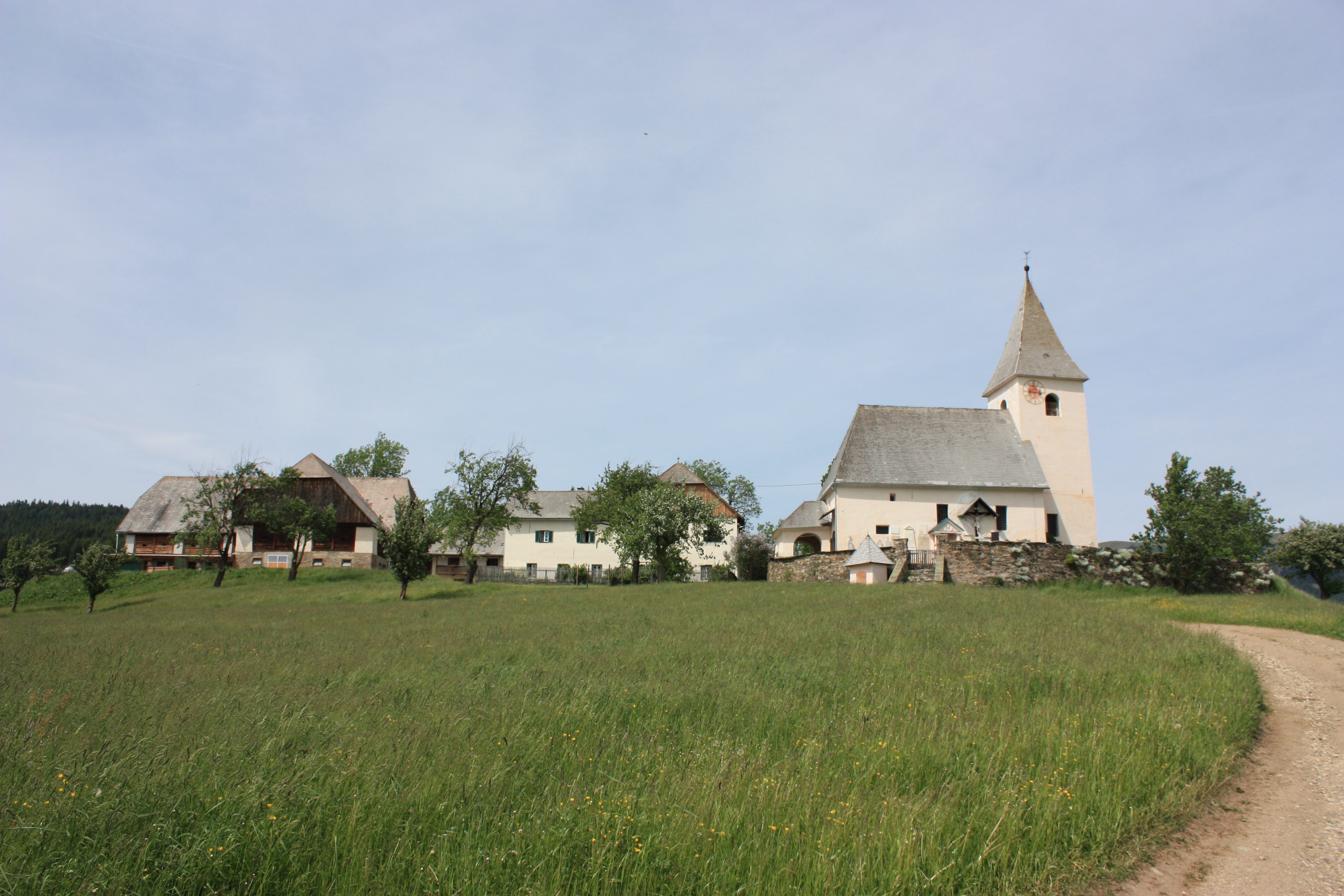

Die kleine Siedlung um die Pfarrkirche St. Johann am Pressen in 1247 m ü. A. besteht aus dem stattlichen, ehemals landtäflichen Stettnerhof (Haus Nr. 5; im 17. Jahrhundert im Besitz des Gewerken Christian Rauscher) und dem Pfarrhof (Nr. 3). Weit verstreut liegen einige Höfe, die ebenfalls als Teil von St. Johann am Pressen im engeren Sinn gezählt werden, so die Höfe Wabnegger (Nr. 1), Greiml (Nr. 2), Hubmann (Nr. 8) und Brandstätter (Nr. 68).
| Jahr | Häuser | Einwohner |
| ---- | ------ | --------- |
| 1890 | 12     | 127       |
| 1900 | 12     | 108       |
| 1910 | 13     | 101       |
| 1923 | 10     | 069       |
| 1961 | 10     | 052       |

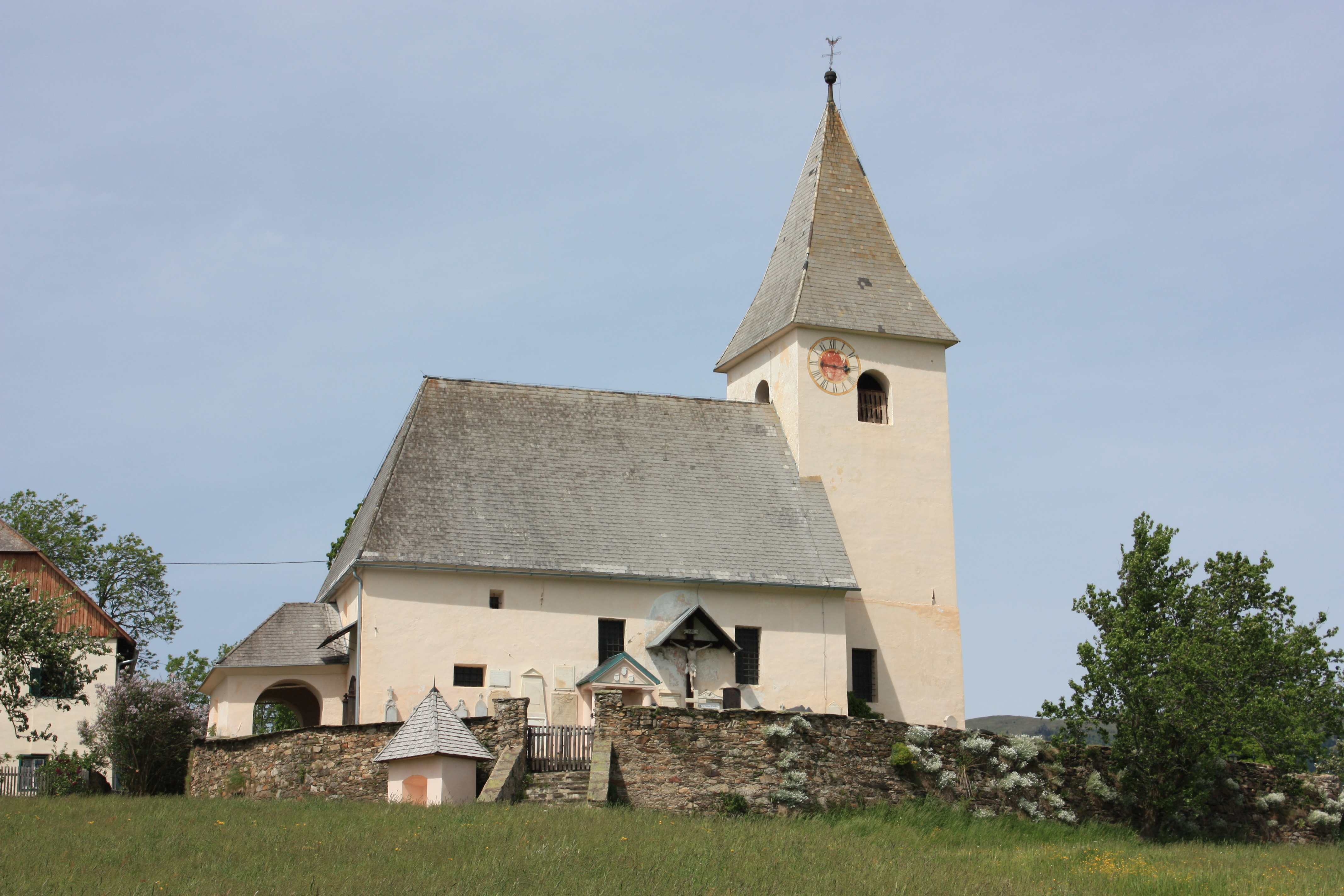
Pfarrkirche
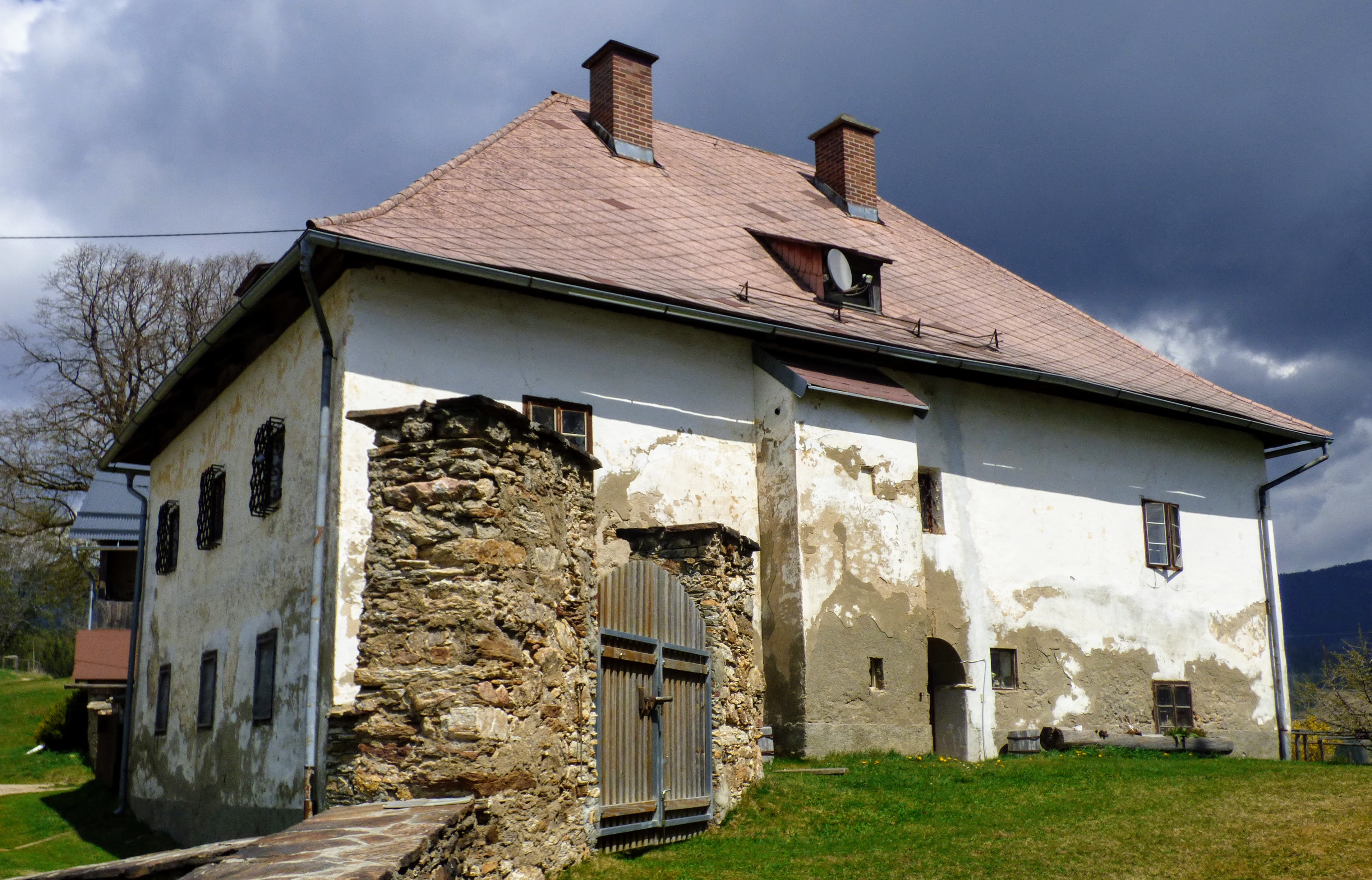
Pfarrhof St. Johann am Pressen
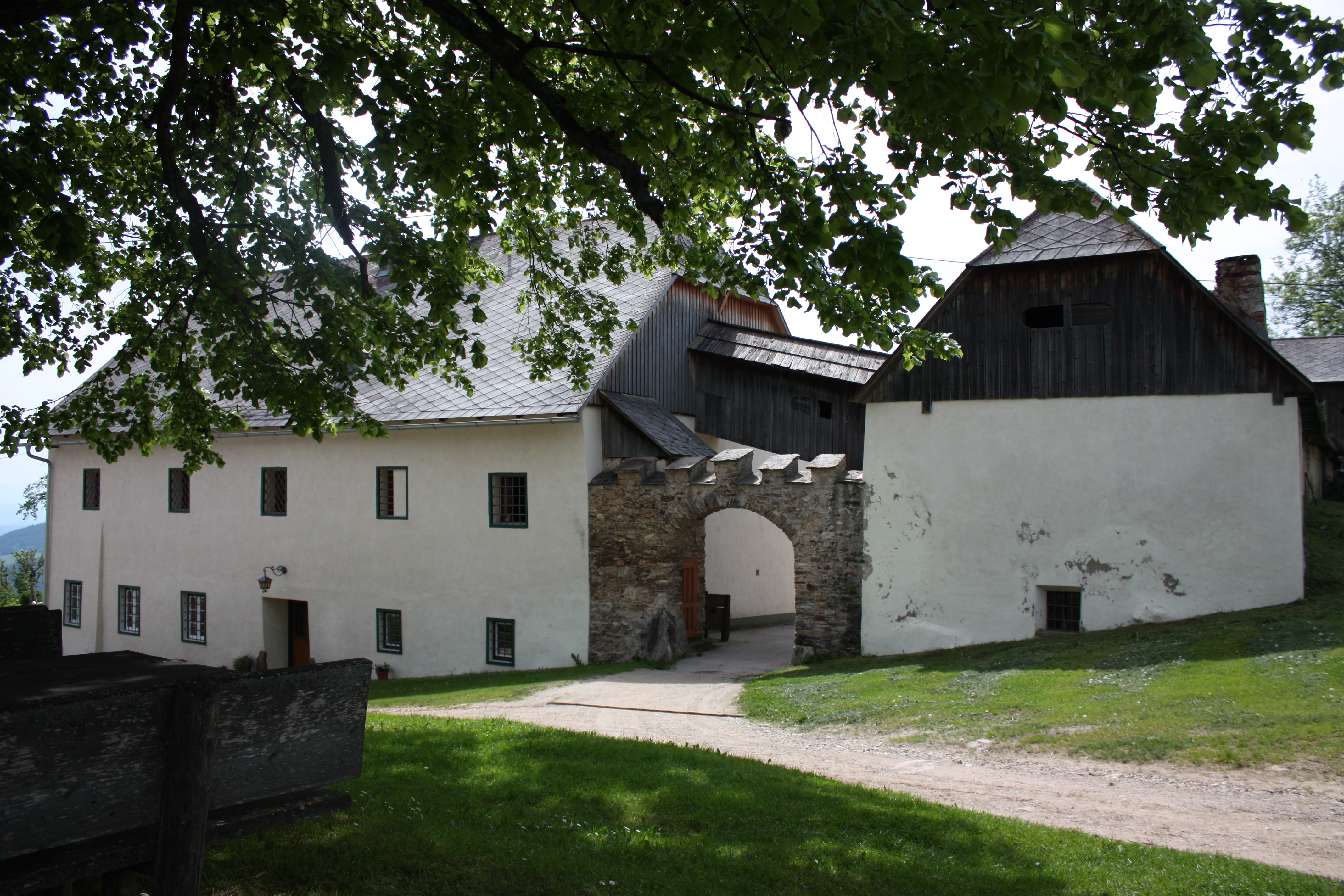
Stettnerhof

### Dörfl
Die Streusiedlung liegt auf dem Höhenzug zwischen Mosinz- und Schafgrabenbach, in einer Höhe von 1100 bis 1270 m ü. A. Nahe beieinander liegen die Höfe Haidenbauer (Nr. 17), Mössl (Nr. 19), Hocker (Nr. 23), Garler (Nr. 24) und Rieger (Rügger, Nr. 25). Etwas oberhalb folgen in Streulage die Höfe Pfannegger (Nr. 16), Jobsthube (Nr. 15) und Greiner (Nr. 14). Das abseits im Schottenauergraben liegende Haus Nr. 13 wird heute ebenfalls zu Dörfl gezählt.
| Jahr | Häuser | Einwohner |
| ---- | ------ | --------- |
| 1890 | 015    | 103       |
| 1900 | 013    | 069       |
| 1910 | 015    | 099       |
| 1923 | 012    | 085       |
| 1961 | 010    | 055       |

### Großkoll

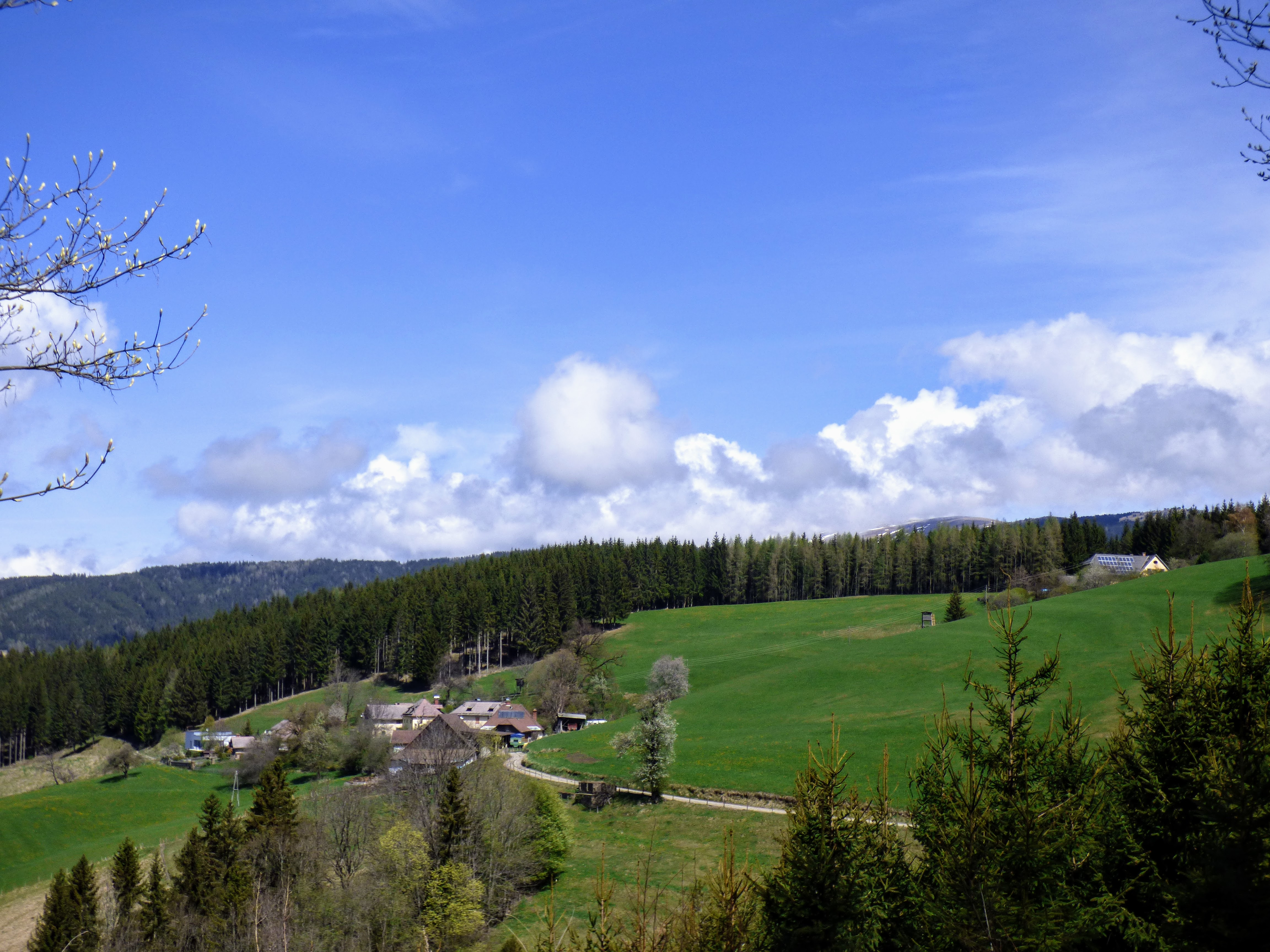
Großkoll

Die Siedlung liegt in etwa 1000 m ü. A. Höhe am Hüttenberger Erzberg und ist als einziger der Ortschaftsbestandteile von St. Johann am Pressen nicht vorrangig über den Heftgraben, sondern von Knappenberg aus erreichbar. Ab 1505 (Georg Großkoller) bis ins 18. Jahrhundert ist die Gewerkenfamilie Großkoller nachweisbar; Mitte des 18. Jahrhunderts gelangte der heute noch bestehende Großkollerhof in den Besitz der Gewerkenfamilie Rauscher.
| Jahr | Häuser | Einwohner |
| ---- | ------ | --------- |
| 1890 | 5      | 112       |
| 1900 | 7      | 088       |
| 1910 | 7      | 074       |
| 1923 | 7      | 092       |
| 1961 | 8      | 064       |

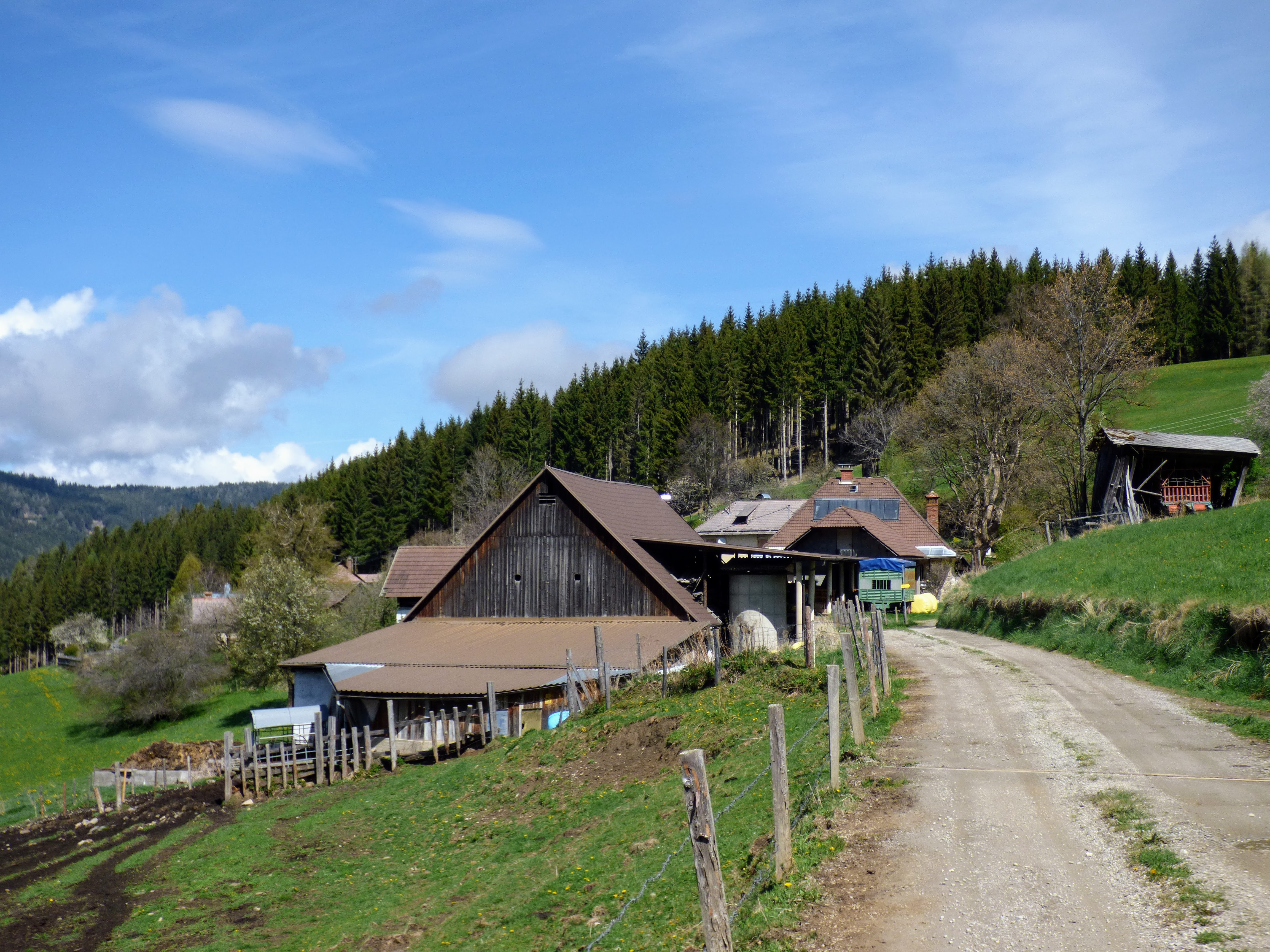
Großkoll
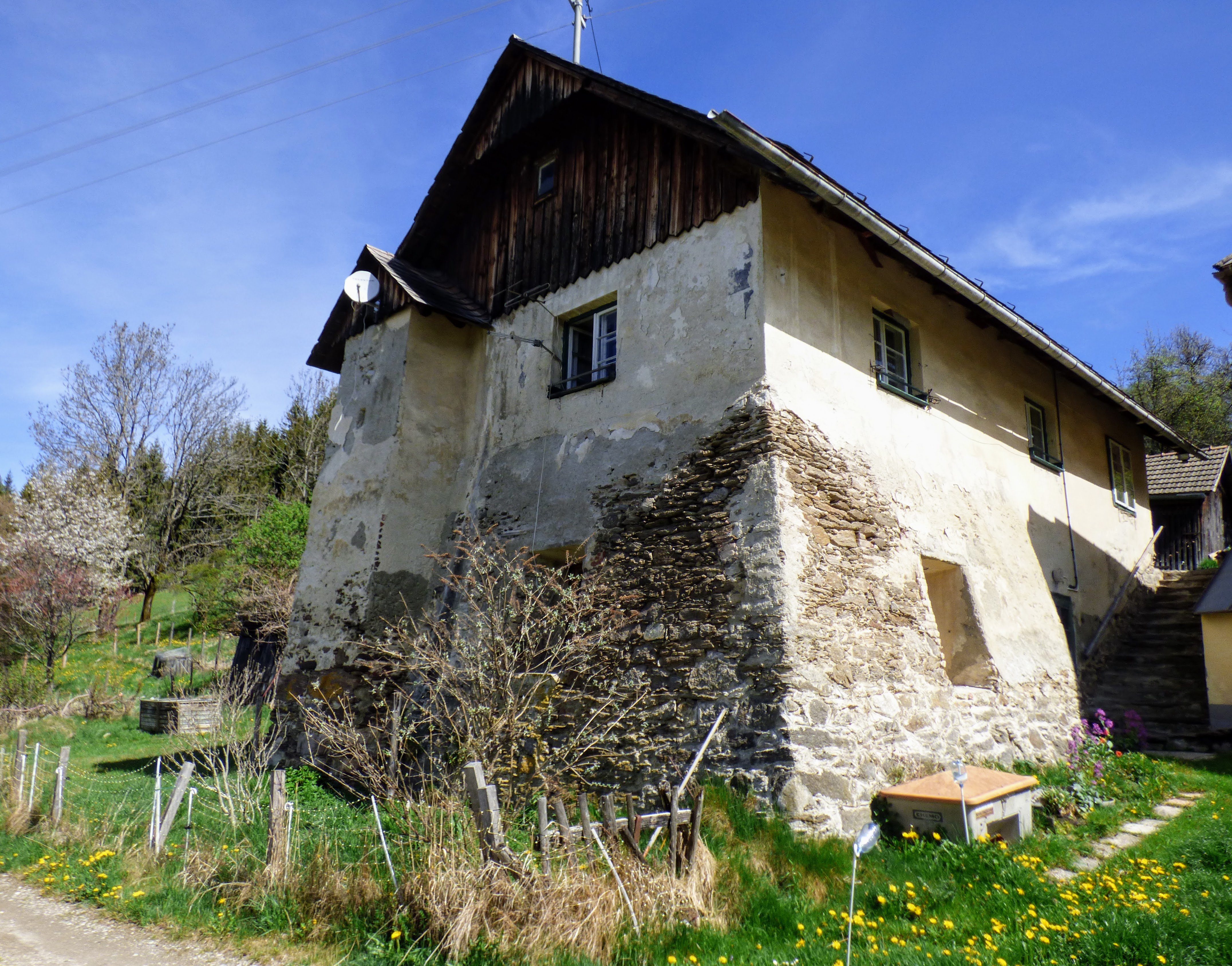
Großkollerhof (Nr. 71)
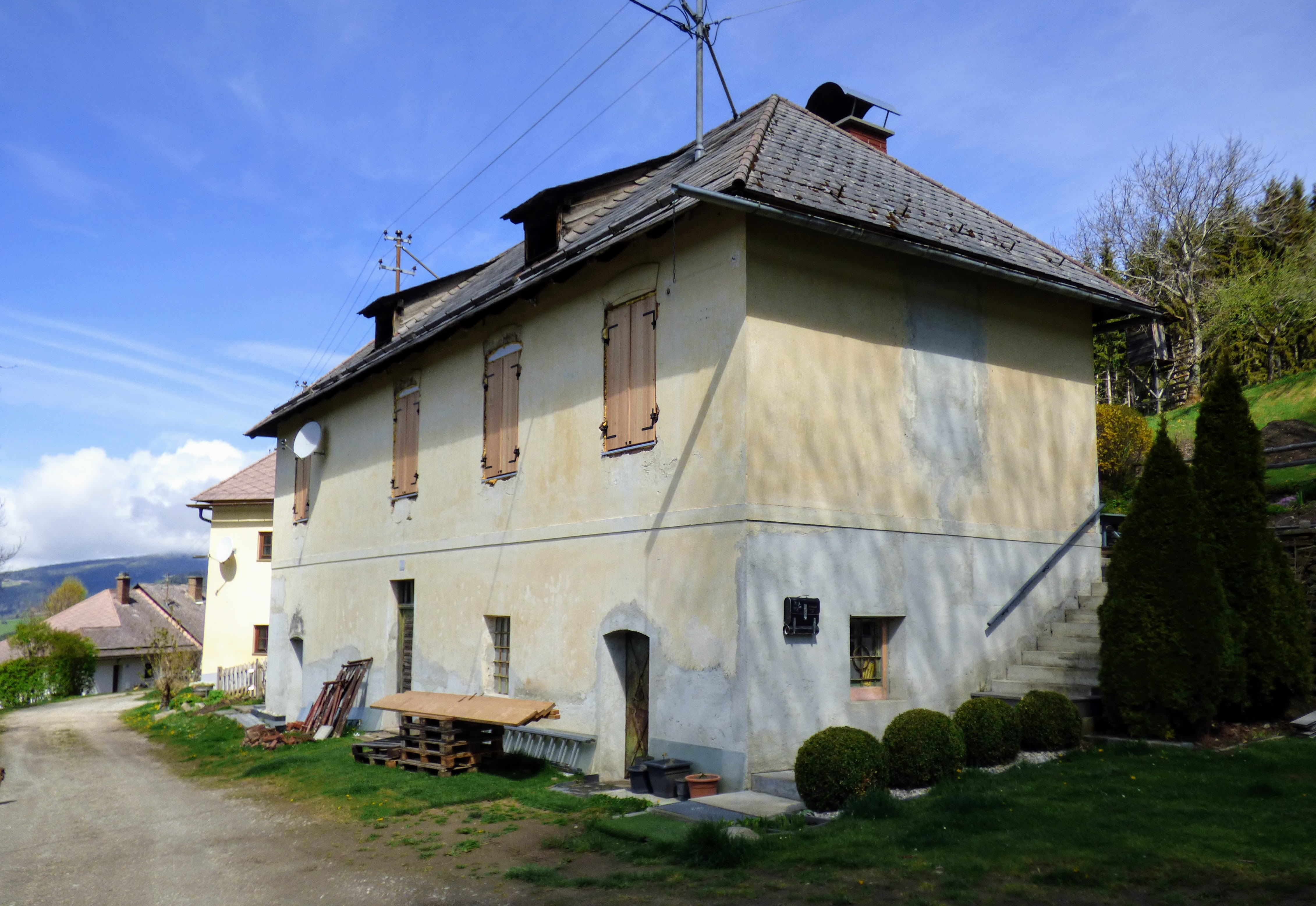
Großkoll Haus Nr. 65

### Heft

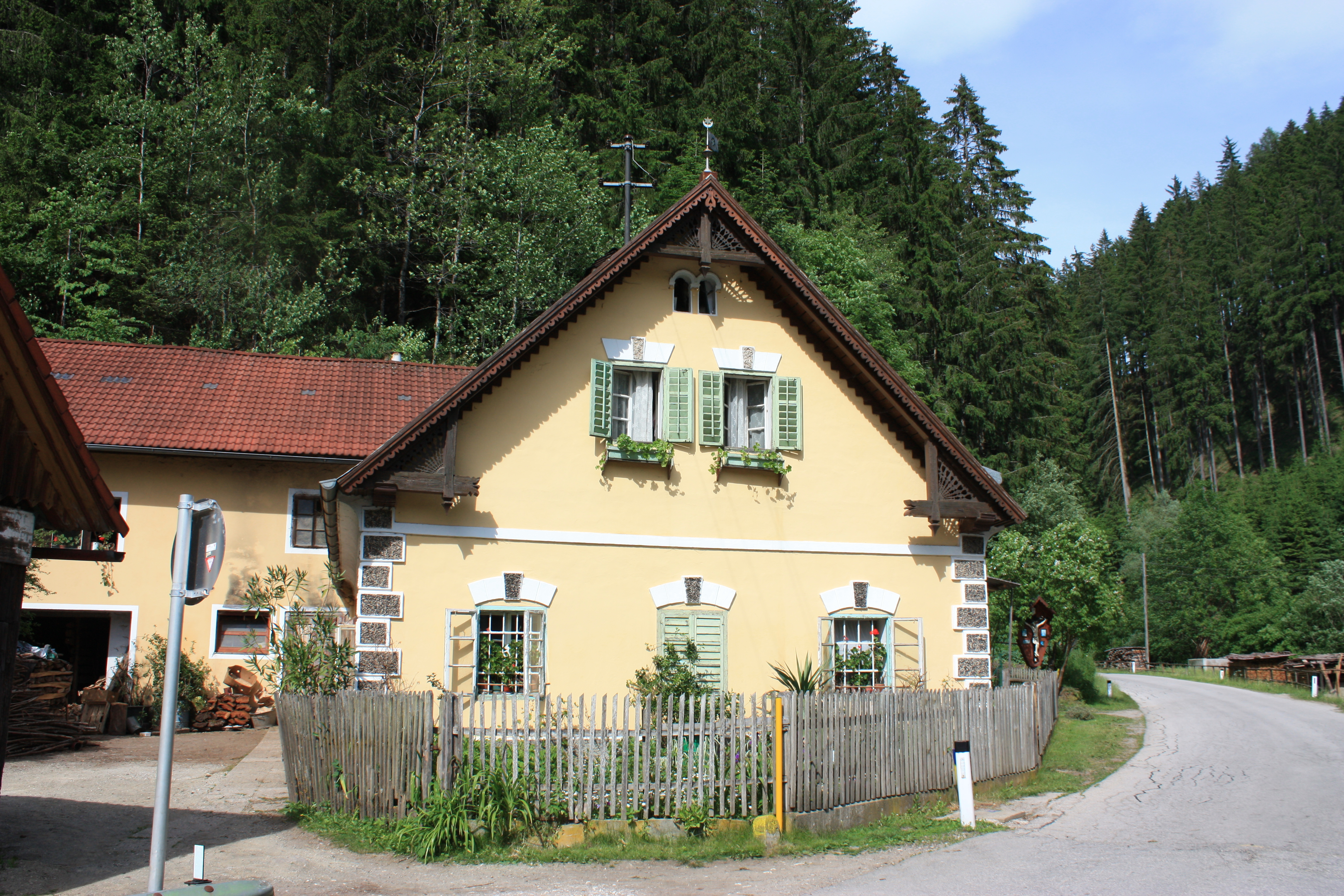
Heft, Haus Nr. 72

Einige Häuser am östlichen Rand der Bergbausiedlung Heft (Ort, Hüttenberg) liegen auf dem Gebiet der Katastralgemeinde St. Johann am Pressen und werden zur Ortschaft Sankt Johann am Pressen gezählt.
| Jahr | Häuser | Einwohner |
| ---- | ------ | --------- |
| 1890 | 06     | 049       |
| 1900 | 09     | 089       |
| 1910 | 10     | 046       |
| 1923 | 10     | 061       |
| 1961 | 08     | 040       |

### Hohenpressen

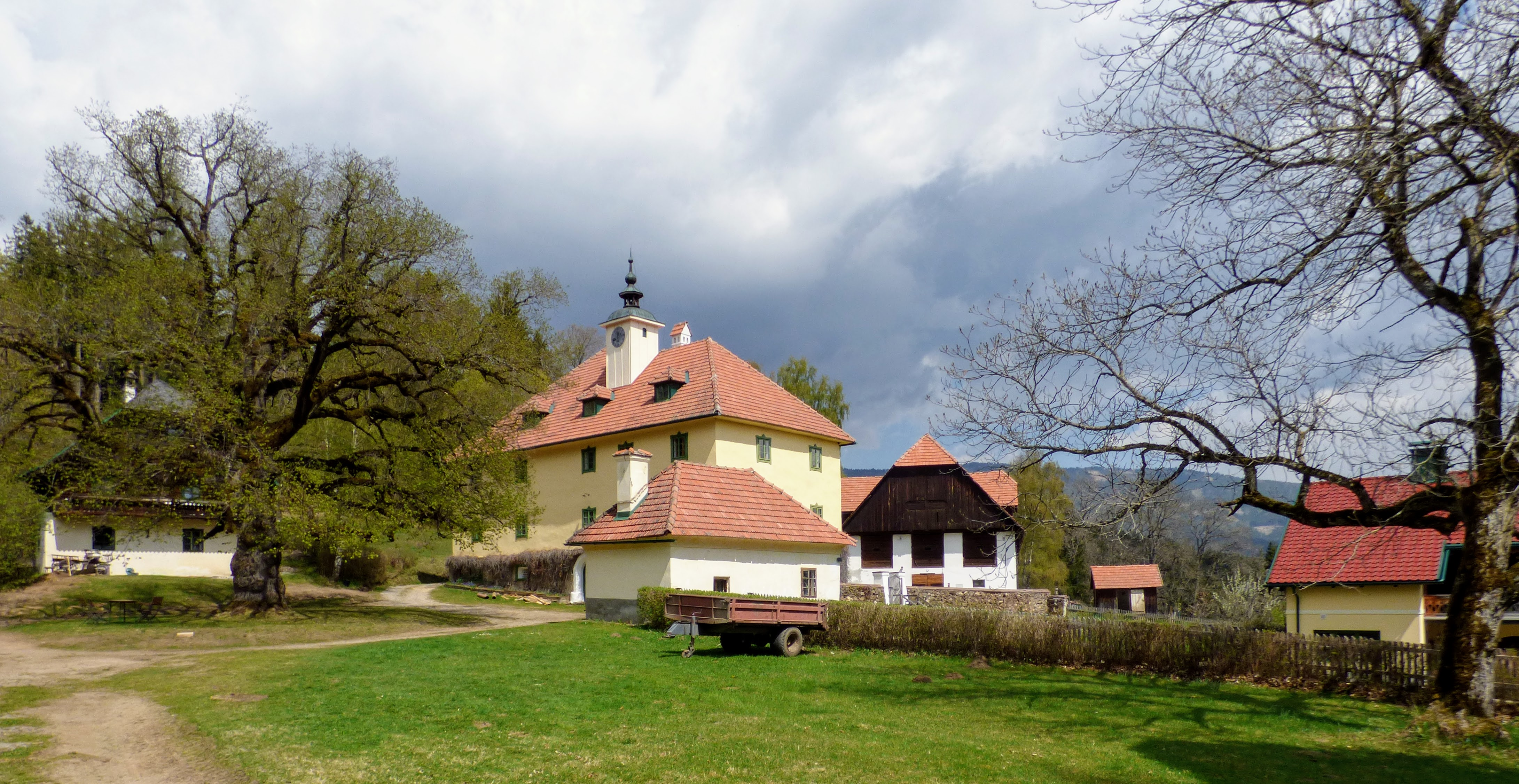
Hohenpressen

Das Schloss mit einigen Nebengebäuden liegt auf 1125 m ü. A., knapp 1 km südwestlich der Kirche. Ein Ansitz wird hier schon ab dem 12. Jahrhundert erwähnt. Das heutige Schloss wurde im Kern im 16. Jahrhundert gebaut und es war ab dem 17. Jahrhundert im Besitz der Familie Rauscher.
| Jahr | Häuser | Einwohner |
| ---- | ------ | --------- |
| 1923 | 02     | 015       |
| 1961 | 03     | 022       |

### Horitzen (Höritzen)
Die kleine Siedlung lag auf 1260 m ü. A. rechtsseitig des Mosinzbachs.
| Jahr | Häuser | Einwohner |
| ---- | ------ | --------- |
| 1923 | 01     | 06        |
| 1961 | 02     | 04        |

### Mosinz

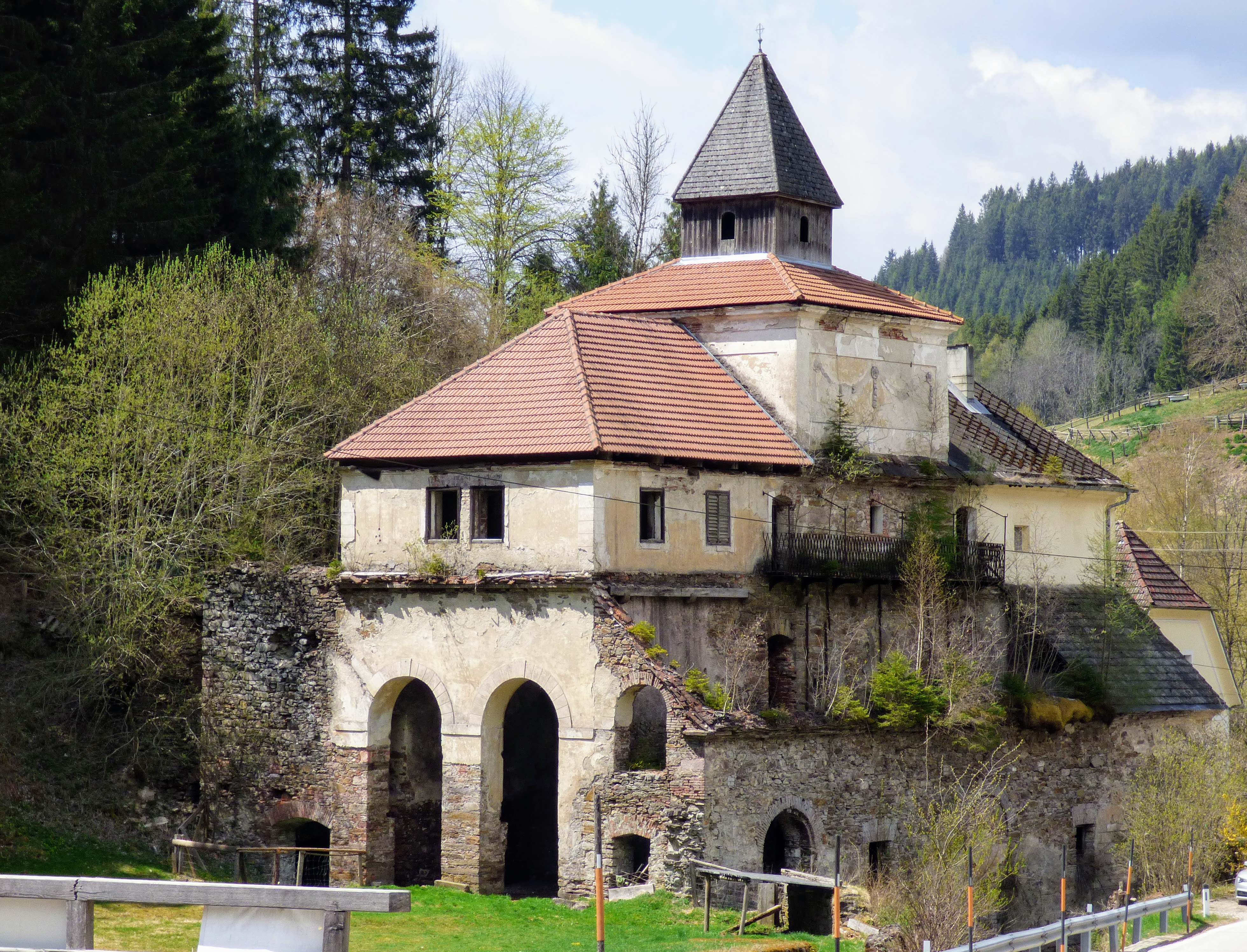
Pfannerhütte (ehemaliger Hochofen, errichtet 1840), Mosinz

Die Siedlung liegt auf 1000 m ü. A. am Mosinzbach. Die Gewerkenfamilie Rauscher betrieb hier ab dem 18. Jahrhundert einen Hochofen.
| Jahr | Häuser | Einwohner |
| ---- | ------ | --------- |
| 1890 | 11     | 166       |
| 1900 | 12     | 129       |
| 1910 | 13     | 097       |
| 1923 | 13     | 071       |
| 1961 | 10     | 065       |

### Plaggowitz

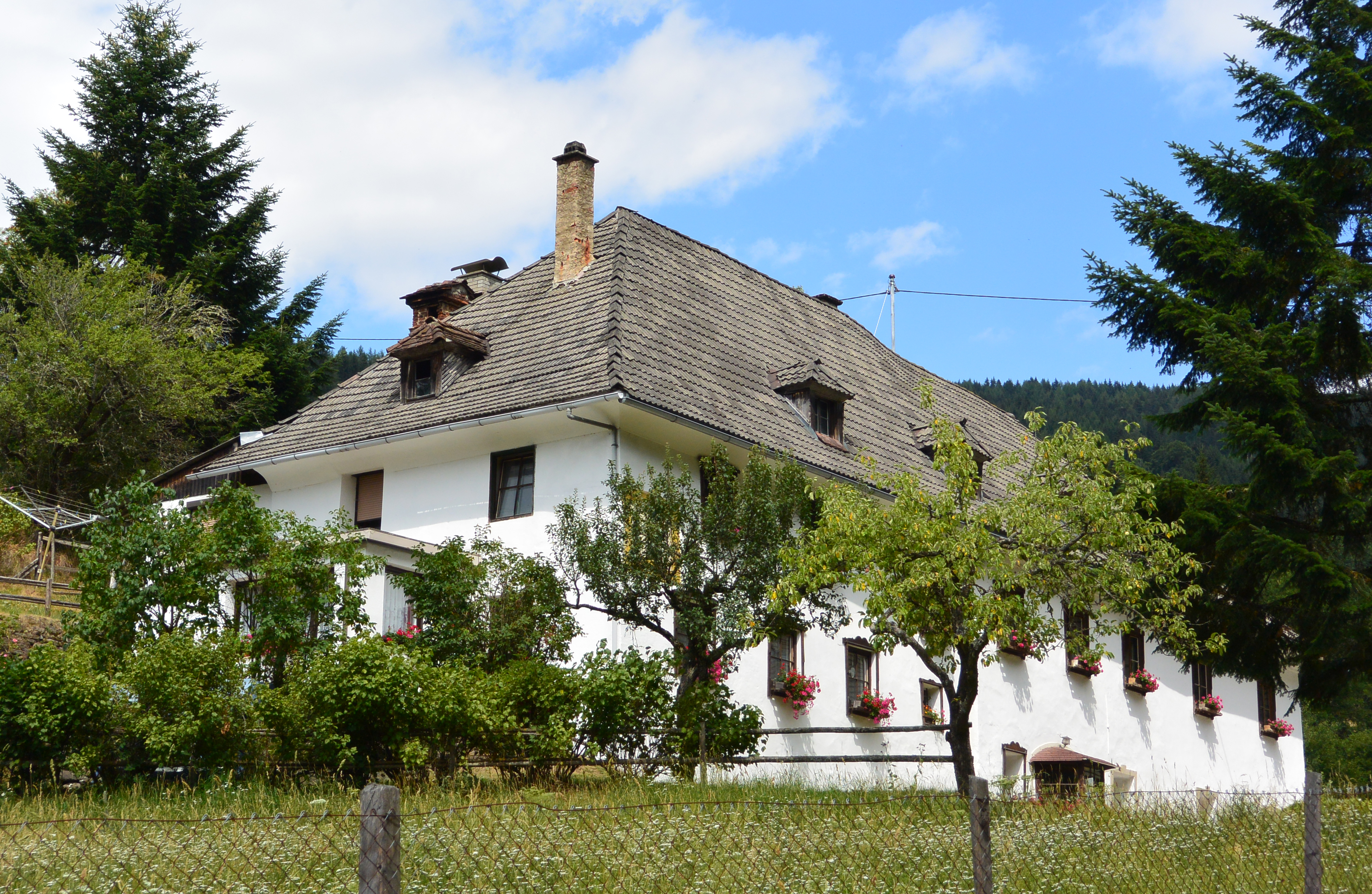
Plaggowitzerhof

Der Kern der Siedlung liegt auf ungefähr 1030 m ü. A. am Mosinzbach; einzelne Höfe befinden sich oberhalb auf den Hängen. Insbesondere die Gewerkenfamilie Rauscher betrieb hier jahrhundertelang Bergbau und Eisenverarbeitung; der Gewerkensitz Plaggowitzerhof wurde 1572 erbaut.
| Jahr | Häuser | Einwohner |
| ---- | ------ | --------- |
| 1890 | 12     | 105       |
| 1900 | 16     | 113       |
| 1910 | 15     | 085       |
| 1923 | 13     | 059       |
| 1961 | 06     | 040       |

### Schottenau

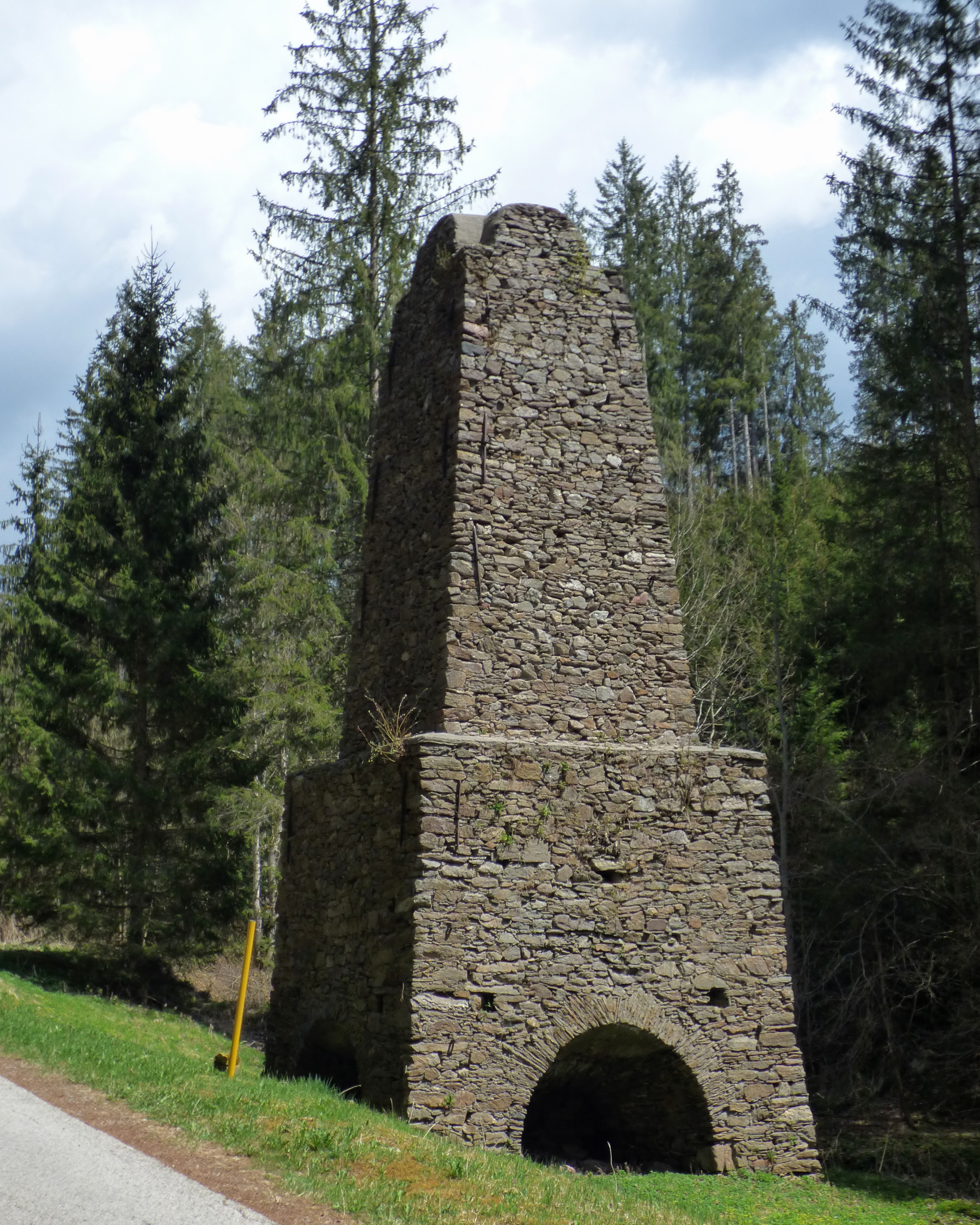
Fuchsfloßofen bei Schottenau

Die Siedlung liegt auf etwa 960 m ü. A., rechts am Mosinzbach bei der Einmündung des Schafgrabenbachs. Unweit davon steht ein Fuchsfloßofen, der von 1767 bis 1792 in Betrieb war.
| Jahr | Häuser | Einwohner |
| ---- | ------ | --------- |
| 1890 | 05     | 044       |
| 1900 | 07     | 049       |
| 1910 | 09     | 049       |
| 1923 | 06     | 031       |
| 1961 | 06     | 030       |

### Schottenauergraben
Die Häuser im Schottenauergraben, entlang des Schafgrabenbachs, sind weitgehend abgekommen. Haus Nr. 13, das dort noch besteht, wird heute als Teil von Dörfl geführt.
| Jahr | Häuser | Einwohner |
| ---- | ------ | --------- |
| 1890 | 05     | 044       |
| 1900 | 07     | 049       |
| 1910 | 09     | 049       |
| 1923 | 06     | 014       |
| 1961 | 01     | 02        |

### Almen und Hütten
Bei manchen Volkszählungen wurden Almhäuser und -hütten sowie Jagdhäuser und -hütten getrennt von den Ortschaftsbestandteilen erfasst. Das betraf für die Ortschaft Sankt Johann am Pressen unter anderem die Pressnerhütte (1720 m ü. A.) nahe beim Zöhrerkogel, das Jagdhaus Wieterling (1675 m ü. A.) zwischen Zöhrerkogel und Hohenwarth, die Probsteihütte (1610 m ü. A.) nordwestlich unterhalb des Hohenwarths, und die westlich unterhalb des Hohenwarths liegende Lattacherhütte (1630 m ü. A.).
| Jahr | Häuser | Einwohner |
| ---- | ------ | --------- |
| 1900 | 03     | 0         |
| 1910 | 06     | 06        |
| 1923 | 04     | 0         |
| 1961 | 04     | 0         |

## Persönlichkeiten
Die österreichische Politikerin und Widerstandskämpferin Paula Wallisch wurde am 7. Juni 1893 in Mosinz Nr. 52, St. Johann am Pressen, geboren.
Der Kärntner Landtagsabgeordnete Max Ritter von Burger (1850–1932) war Besitzer des Schlosses Hohenpressen und starb hier 1932.